# Thủy điện Đan Sách
Thủy điện Đan Sách là nhóm các thủy điện xây dựng trên sông Đan Sách và suối Thị trên vùng đất xã Đông Tiến huyện Hàm Thuận Bắc tỉnh Bình Thuận, Việt Nam.
Năm 2018 Thủy điện Đan Sách có 3 bậc với tổng công suất lắp máy 11,5 MW, khởi công năm 2012, hoàn thành tháng 2/2015.
- Thủy điện Đan Sách có đập chính trên sông Đan Sách, dẫn nước qua hầm dài cỡ 3 km tới nhà máy điện 11°14′41″B 108°00′32″Đ / 11,24461°B 108,008917°Đ, công suất lắp máy 6 MW, xả nước ra suối Thị.
- Thủy điện Đan Sách 2 có đập chính trên suối Thị, công suất lắp máy 4,5 MW. 11°14′21″B 108°00′40″Đ / 11,239136°B 108,011022°Đ
- Thủy điện Đan Sách 3 có đập chính trên suối Thị, công suất lắp máy 1 MW. 11°13′44″B 108°01′08″Đ / 11,228961°B 108,018842°Đ

## Các sông ngòi liên quan
Sông Đan Sách
Sông Đan Sách bắt nguồn từ vùng núi cao đến trên 1600 m ở xã Gung Ré huyện Di Linh tỉnh Lâm Đồng, được gọi là sông Đa R'Sa, sát quốc lộ 28. 11°27′23″B 108°03′24″Đ / 11,456478°B 108,056764°Đ Sông chảy uốn lượn về hướng nam.
Sông chảy qua xã Sơn Điền huyện Di Linh, qua xã Đông Tiến huyện Hàm Thuận Bắc thì đổ vào sông La Ngà trong hệ thống sông Đồng Nai. 11°15′48″B 107°58′54″Đ / 11,263238°B 107,98177°Đ
Suối Thị
Suối Thị bắt nguồn từ vùng núi cao đến trên 700 m ở vùng giữa xã Đông Tiến. Suối chảy ờ sườn đông dải núi này, còn sông Đan Sách chảy ở sườn tây.
Tới vùng nam xã Đông Tiến suối Thị đổ vào sông Do, nơi có cầu Suối Thị trên Đường tỉnh 22.
Sông Do, tiếp nối là sông Quao, chảy đến thị trấn Ma Lâm 11°04′15″B 108°07′49″Đ / 11,070699°B 108,130332°Đ đổ vào sông Cái Phan Thiết và ra biển.